# Bauranoit
Bauranoit ist ein sehr selten vorkommendes Mineral aus der Mineralklasse der „Oxide und Hydroxide“. Es kristallisiert im triklinen Kristallsystem mit der chemischen Zusammensetzung Ba[(UO2)2|O3] • 4-5H2O und entwickelt vorwiegend massige, feinkörnige Aggregate von rötlichbrauner Farbe.

## Etymologie und Geschichte
Erstmals entdeckt wurde Bauranoit zusammen mit Metacalciouranoit 1971 in der Molybdän-Uran-Lagerstätte Strelzowskoje bei Krasnokamensk in der russischen Region Transbaikalien und beschrieben durch V.P. Rogova, L.N. Belova, G.N. Kiziyarov und N.N. Koznetsova, die das Mineral in nach seinen wichtigsten Bestandteilen Barium (Ba) und Uran benannten. Nach Anerkennung des Minerals und seines Namens durch die International Mineralogical Association (Register-Nr. IMA 1971-052) wurden die Untersuchungsergebnisse und der anerkannte Name 1973 im Wissenschaftsmagazin „American Mineralogist“ (58, 1111) veröffentlicht.

## Klassifikation
In der mittlerweile veralteten, aber noch gebräuchlichen 8. Auflage der Mineralsystematik nach Strunz gehörte der Bauranoit zur Mineralklasse der „Oxide und Hydroxide“ und dort zur Abteilung der „Uranyl-Hydroxide und -Hydrate“, wo er zusammen mit Calciouranoit, Metacalciouranoit und Wölsendorfit eine eigenständige Gruppe bildete.
Die seit 2001 gültige und von der IMA verwendete 9. Auflage der Strunz'schen Mineralsystematik ordnet den Bauranoit in die Klasse der „Oxide und Hydroxide“ und dort in die Abteilung der „Uranyl-Hydroxide“ ein. Diese Abteilung ist allerdings weiter unterteilt nach der möglichen Anwesenheit zusätzlicher Kationen und der Kristallstruktur, so dass das Mineral entsprechend seiner Zusammensetzung und seinem Aufbau in der Unterabteilung „Mit zusätzlichen Kationen (K, Ca, Ba, Pb usw.); mit vorwiegend UO2(O,OH)5 pentagonalen Polyedern“ zu finden ist, wo es zusammen mit Calciouranoit und Metacalciouranoit die „Calciouranoit-Bauranoit-Gruppe“ mit der System-Nr. 4.GB.20 bildet.
Auch die vorwiegend im englischen Sprachraum gebräuchliche Systematik der Minerale nach Dana ordnet den Bauranoit in die Klasse der „Oxide und Hydroxide“ und dort in die Abteilung der „Uran- und thoriumhaltige Oxide“ ein. Hier ist er zusammen mit Calciouranoit in der unbenannten Gruppe 05.04.02 innerhalb der Unterabteilung „Uran- und thoriumhaltige Oxide, die Erdalkalimetall-Elemente enthalten (wasserhaltig)“ zu finden.

## Kristallstruktur
Bauranoit kristallisiert im triklinen Kristallsystem, allerdings sind bisher keine Daten zur Raumgruppe oder den Gitterparametern verfügbar.

## Eigenschaften
Das Mineral ist aufgrund seines Bariumgehaltes von etwa 17 % giftig und durch seinen Urangehalt von bis zu 59 % als sehr stark radioaktiv eingestuft und weist eine spezifische Aktivität von etwa 105,67 kBq/g auf (zum Vergleich: natürliches Kalium 31,2 Bq/g).

## Bildung und Fundorte

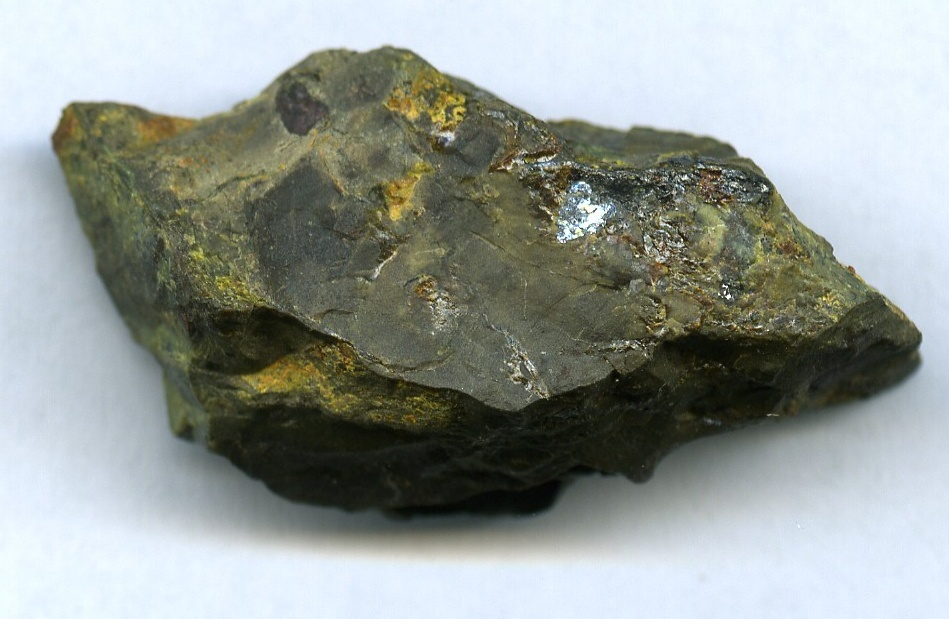
Bauranoit mit Einschlüssen von Galenit (Probengröße: 2,5 × 1,5 × 0,8 cm)

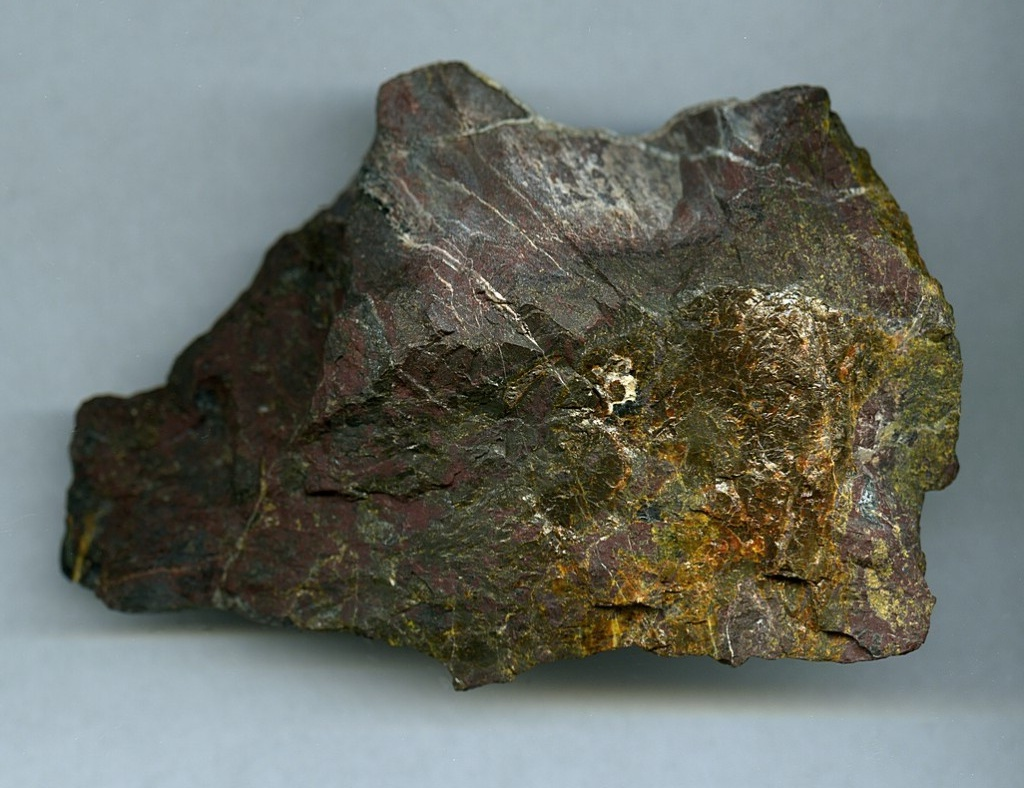
Massiges Aggregat einer orangefarbenen Bauranoitpseudomorphose nach Pechblende mit Äderchen aus rotem Rhyolith

Bauranoit bildet sich metamorph in der Oxidationszone von Uran-Molybdän-Lagerstätten, wo es einerseits Uraninit (Pechblende) ersetzt und andererseits durch Uranophan ersetzt wird. Begleitminerale sind entsprechend Uraninite und Uranophan, aber auch Calciouranoit, Metacalciouranoit und Protasit.
Bisher (Stand: 2011) konnte Bauranoit nur an seiner Typlokalität Strelzowskoje bei Krasnokamensk in Russland nachgewiesen werden.

## Vorsichtsmaßnahmen
Aufgrund der Toxizität und der starken Radioaktivität des Minerals sollten Proben nur in staub- und strahlungsdichten Behältern, vor allem aber niemals in Wohn-, Schlaf- und Arbeitsräumen aufbewahrt werden. Ebenso sollte eine Aufnahme in den Körper (oral) auf jeden Fall verhindert und zur Sicherheit direkter Körperkontakt vermieden sowie beim Umgang mit dem Mineral Atemschutzmaske und Handschuhe getragen werden.